# Allodape ceratinoides
Allodape ceratinoides là một loài Hymenoptera trong họ Apidae. Loài này được Gribodo mô tả khoa học năm 1884.
Loài này phân bố ở Zimbabwe.